# Корошки регион
Корошки регион е един от 12-те региона на Словения. Населението му е 70 550 жители (по приблизителна оценка от януари 2018 г.), а площта 1041 кв. км. Най-големият град в региона е Словен Градец. Икономиката се поделя на: 40,4% услуги, 53,7% промишленост и 5,9% земеделие.